# Королаз папуанський
Королаз папуанський (Cormobates placens) — вид горобцеподібних птахів родини королазових (Climacteridae).

## Поширення
Ендемік Нової Гвінеї. Поширений у гірських дощових лісах.

## Опис
Тіло завдовжки 14,5 см. Вага тіла 12-19 г. Голова темно-сіра. Горло біле. Спина та крила коричнево-сірі. Хвіст чорнувато-сірий. Груди, черево та низ крил попелясті з рожевим відтінком. У самиць є біла брова та рожева маска на лиці.

## Спосіб життя
Вид мешкає у вологих лісах. Осілі птахи. Активні вдень. У позашлюбний період трапляються поодинці. Більшу частину дня проводять у пошуках поживи. Живляться комахами, збираючи їх на стовбурах, гілках та під корою дерев.
Даних про розмноження цих птахів бракує: проте, можливо, вони суттєво не відрізняються від інших представників родини.